# 大象塔 (曼谷)
大象塔，又稱大象大樓，是一座後現代主義的摩天大樓，坐落於泰國曼谷乍都節縣的拍鳳裕庭路與叻猜拉披色路路口，1997年竣工，由泰國參議員及房地產大亨亞倫猜色雷投資興建。由於外型像一頭站立的大象，它也是曼谷最知名的建築物之一。

## 簡介

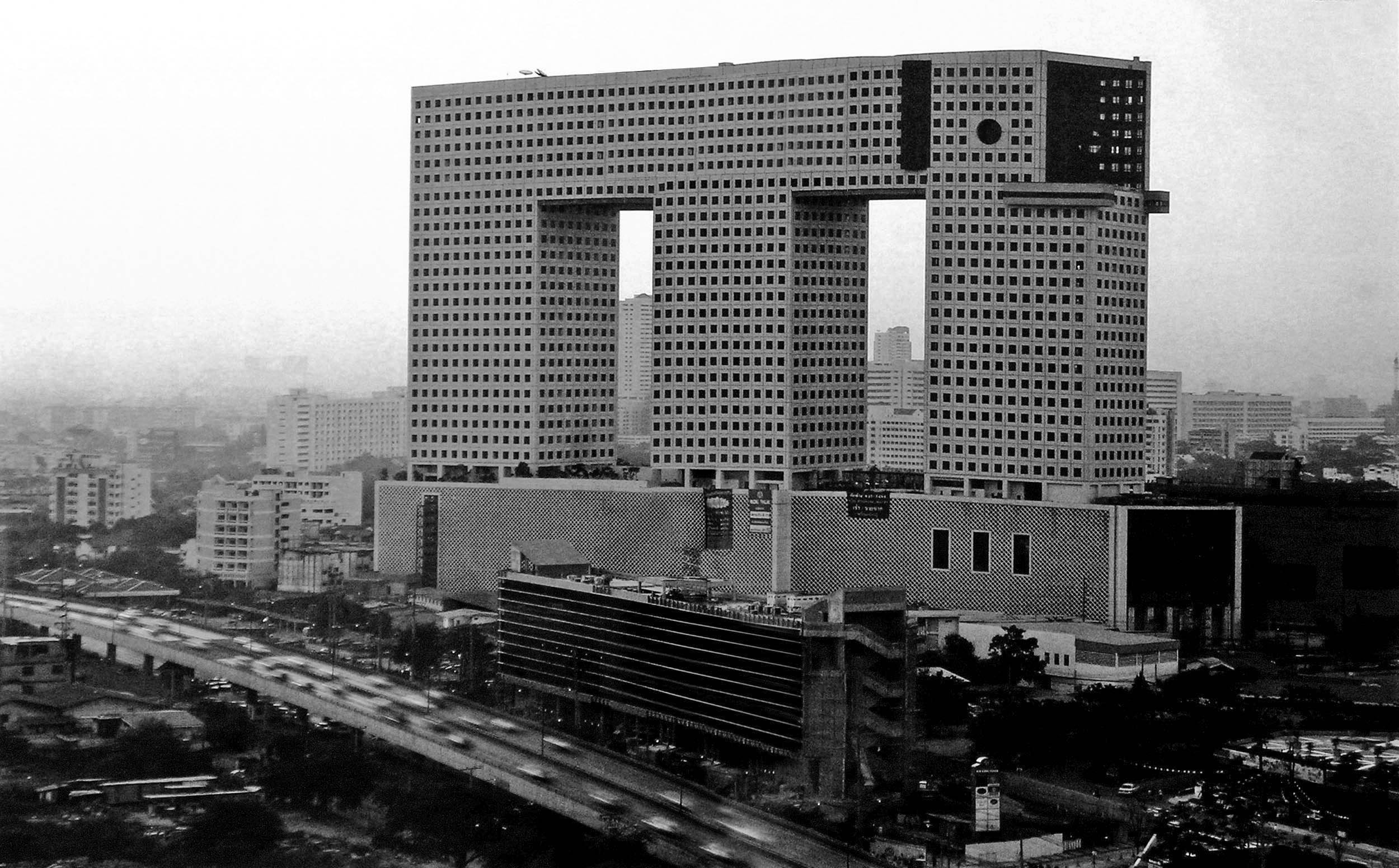
大象塔

大象塔計畫起於1991年，由建築師喜勉爵賽所設計，有地上32層，高102公尺，是喜勉爵賽繼機器人大樓之後，另一座在曼谷的特殊造型建築作品。業主最初沒有設計大象的構想，設計概念是為了追求有效率地運用每一面空間同時給大樓帶些裝飾。大象塔以混合用途開發並由7個部分所組成，分別是作為辦公空間的A座與B座，有171間公寓的C座住宅樓，象的軀幹結構是64間套房，裙樓屋頂含泳池與花園等遊樂設施，裙樓基座層是購物廣場與銀行郵局等金融機構以及1200席的停車場。
1997年亞洲經濟危機從泰國曼谷開始，泰銖大幅下跌，營建成本大幅上漲，曼谷有三百多座大樓停工。大象塔在亞洲經濟危機前夕竣工，避過了停工的命運。

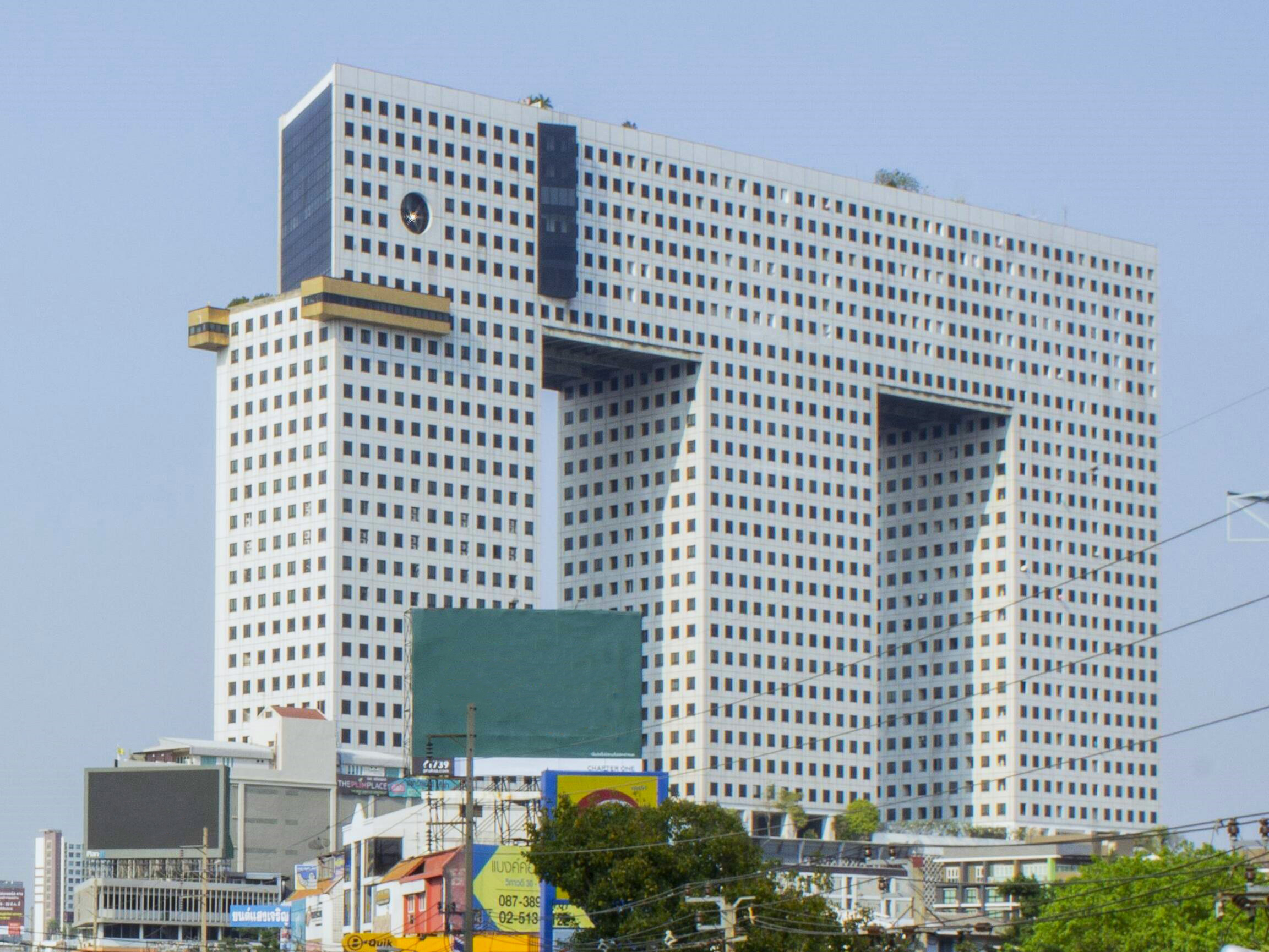
2017年的大象塔

大象的頭部空間是宴會廳，象耳朵是多功能陽台，眼睛是巨大的窗戶，3座塔樓扮演四肢和象鼻，黃色的象牙是猜色雷建築師管理公司的辦公室，象尾巴是由20層高的煙燻玻璃所組成。
採訪作家霍格萊文斯撰文指出，曼谷大象塔的出現，令曾長期以「世界最大象型房子」宣傳的美國國家史蹟大象露西不能被維基百科記載為世界上最大的象型建築。有風水師反對大象塔，認為大象塔傷害了風水，但猜色雷認為大象塔是親切友善的。:2:55

## 另見
- 大象露西
- 瞭望大樓（西班牙语：Edificio Mirador）

## 外部連結
- 官方網站Archive.today的存檔，存档日期2013-01-13
- 大象大樓資訊 Archive.today的存檔，存档日期2013-02-20於Emporis